# Dorcasta borealis
Dorcasta borealis är en skalbaggsart som beskrevs av Stefan von Breuning 1940. Dorcasta borealis ingår i släktet Dorcasta och familjen långhorningar.
Artens utbredningsområde är Nicaragua. Inga underarter finns listade i Catalogue of Life.